# Kecamatan Jatinegara
Kecamatan Jatinegara är ett distrikt i Indonesien.   Det ligger i provinsen Jakarta, i den västra delen av landet. Huvudstaden Jakarta ligger i Kecamatan Jatinegara.